# Pomnik Czynu Polaków

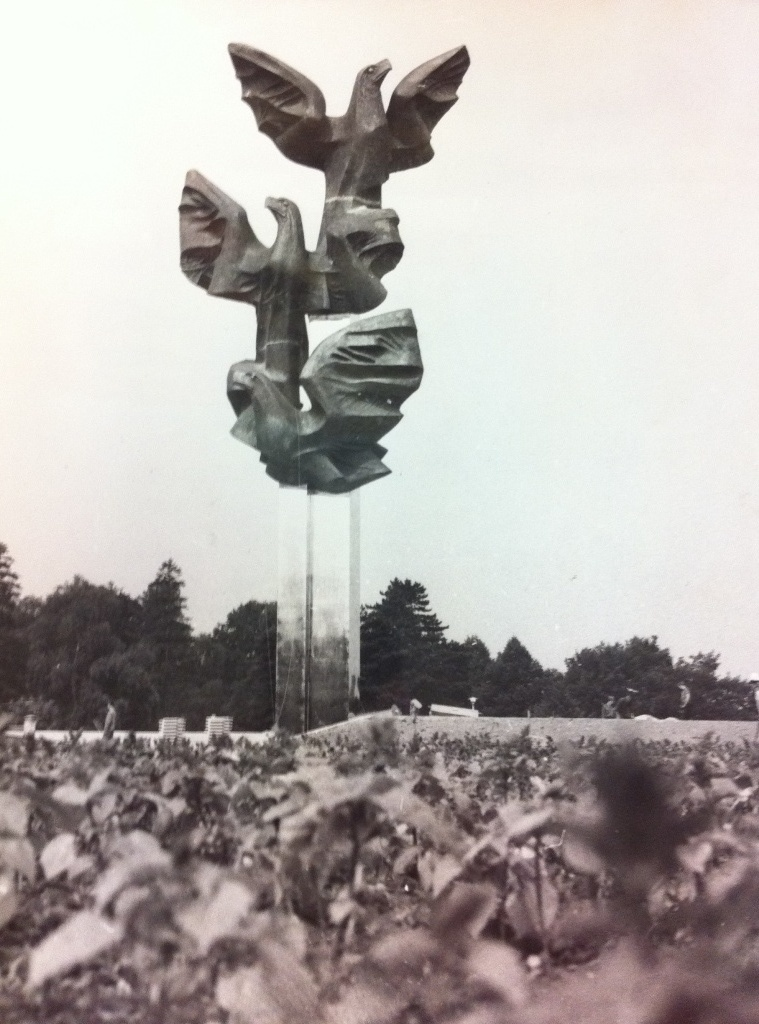
Pomnik Czynu Polaków, 1979

Pomnik Czynu Polaków (potocznie: Pomnik Trzech Orłów) – pomnik znajdujący się w Szczecinie w Parku Kasprowicza vis-à-vis Jasnych Błoni. Zaprojektowany został przez Gustawa Zemłę, a odsłonięty w 1979 roku.

## Historia
6 września 1972 Komitet Wojewódzki PZPR w Szczecinie, z inicjatywy Janusza Brycha, ówczesnego I Sekretarza KW PZPR, postanowił wznieść w Szczecinie monument. Miał on być wyrazem szacunku i podziękowania społeczeństwu Szczecina za odbudowanie i rozbudowanie miasta w ciągu 35 lat od zakończenia II wojny światowej. Realizacji tego zadania podjęło się Towarzystwo Przyjaciół Szczecina, którego przewodniczącym był Jan Stopyra, ówczesny Prezydent Miasta. Po wielu perturbacjach i dyskusjach koncepcyjnych, we wrześniu 1976 powołano Komitet Organizacyjny Budowy Pomnika, którego przewodniczącym został również Jan Stopyra (Prezydentowi podlegały służby miejskie, niezbędne dla budowy Pomnika).
Wizję artystyczną Trzy pokolenia – Trzy orły nadał Pomnikowi jego wykonawca, prof. Gustaw Zemła, przy współpracy z Eugeniuszem Kozakiem. Dokumentację konstrukcyjną postumentu opracował prof. Jerzy Piskorz-Nałęcki, przy współpracy z inż. Jerzym Podesławskim i inż. Edwardem Pianko. Głównymi wykonawcami Pomnika (odlewy orłów z brązu), byli pracownicy Zakładów Mechanicznych im. Marcelego Nowotki w Warszawie i pracownicy Stoczni Szczecińskiej im. A. Warskiego (postument ze stali nierdzewnej).
Z Warszawy orły zostały, pod nadzorem wiceprezydenta Szczecina Zdzisława Pacały, przewiezione rzeką Wisłą, barkami Żeglugi Szczecińskiej, do portu w Gdańsku, a dalej Morzem Bałtyckim do portu w Świnoujściu, a potem przez Zalew Szczeciński, rzeką Odrą do portu w Szczecinie, a stąd ulicami miasta do Parku Kasprowicza. Postument miał o wiele krótszą drogę (Stocznia-Park Kasprowicza). Całością prac na placu budowy Pomnika, wraz z jego otoczeniem, kierował inż. Kazimierz Szulc.
Decydenci, po wielu dyskusjach i konsultacjach, nadali Monumentowi nazwę: "Pomnik Czynu Polaków" jako wyraz szacunku i podziękowania za walkę, pracę i naukę dla ojczyzny, trzem pokoleniom Polaków:
1. Polonii szczecińskiej sprzed II wojny światowej,
2. Pionierom powojennego Szczecina,
3. Pokoleniu rozbudowującemu miasto.

Pomnik został wzniesiony z okazji 35 rocznicy Odrodzenia Polski. Odsłonięcia pomnika dokonano 3 września 1979 r. w 40. rocznicę rozpoczęcia II wojny światowej (w 1979 r. 1 września przypadał w sobotę, w związku z czym inauguracja roku szkolnego odbyła się w poniedziałek, a na odsłonięcie sprowadzono masowo uczniów szczecińskich szkół). Odsłonięcia dokonał minister spraw wewnętrznych Stanisław Kowalczyk. Równocześnie Rada Państwa PRL, w uznaniu zasług społeczności szczecińskiej dla rozwoju PRL, nadała miastu Szczecin Order Sztandaru Pracy I klasy.
Wokół Pomnika na tablicach z brązu umieszczono nazwiska i nazwy współtwórców.

## Charakterystyka techniczna
Wysokość Pomnika – 22,5 m, rozpiętość skrzydeł – 6,5 m, waga orłów – 60 ton, całkowita wysokość kolumny wynosi – 22,75 m, a dolna krawędź orłów jest usytuowana na wysokości 7,70 m nad powierzchnią gruntu. Ponad 4 metry konstrukcji kolumny znajduje się pod powierzchnią gruntu i ta jej część jest zatopiona w około 150-tonowej bryle betonu. W tej podziemnej części kolumny znajduje się komora ochronna, skąd dwie drabinki prowadzą do wnętrza orłów. Służą one do obsługi i konserwacji konstrukcji od wewnątrz. Do wykonania postumentu zużyto około 83 tony stali z czego około 10 ton, to stal nierdzewna, która została użyta do wykonania poszycia zewnętrznego kolumny na całej jej wysokości. Konstrukcja usztywnień kolumny to stal zwykła.

## Galeria

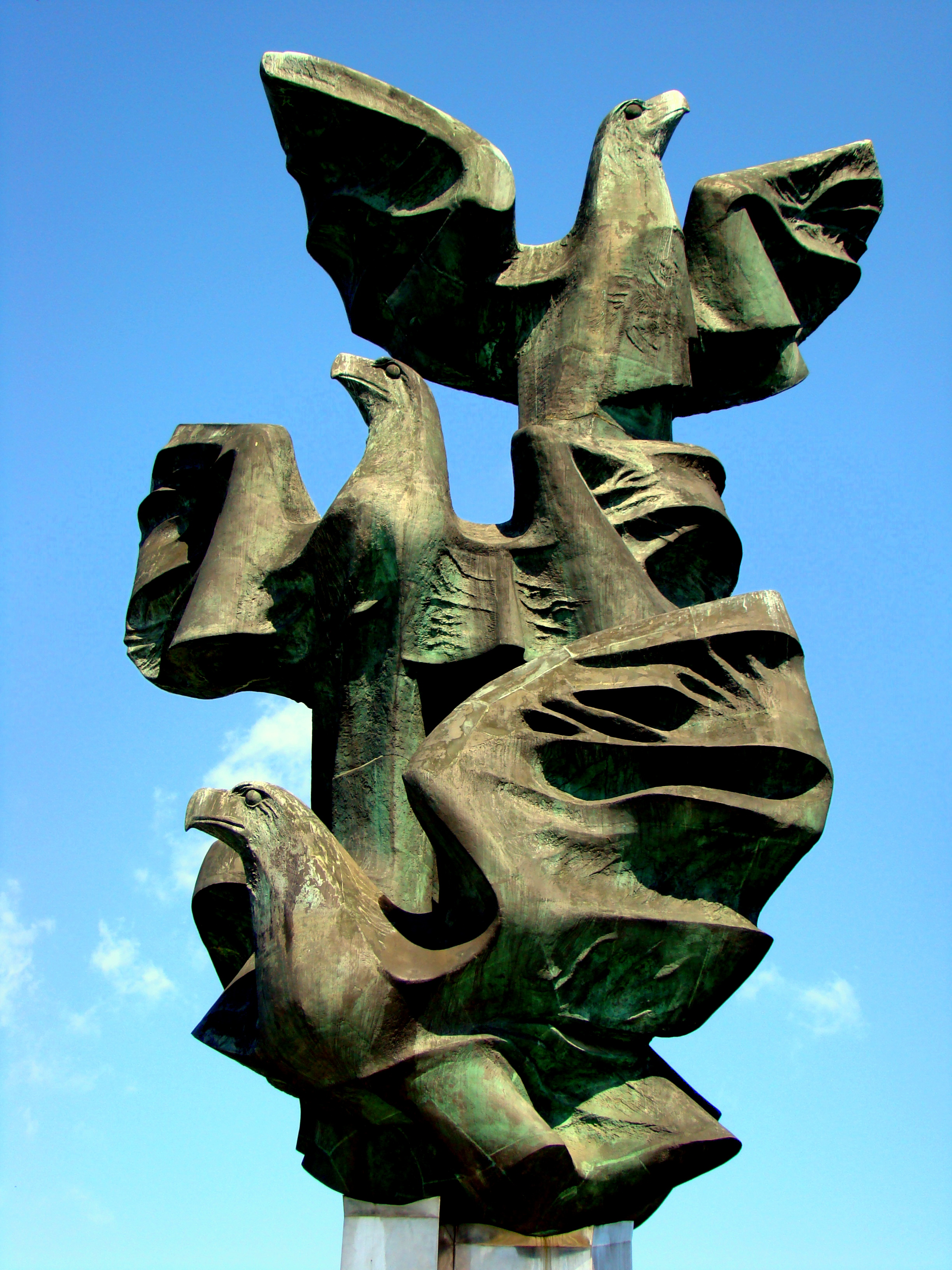
Gustaw Zemła Trzy Orły
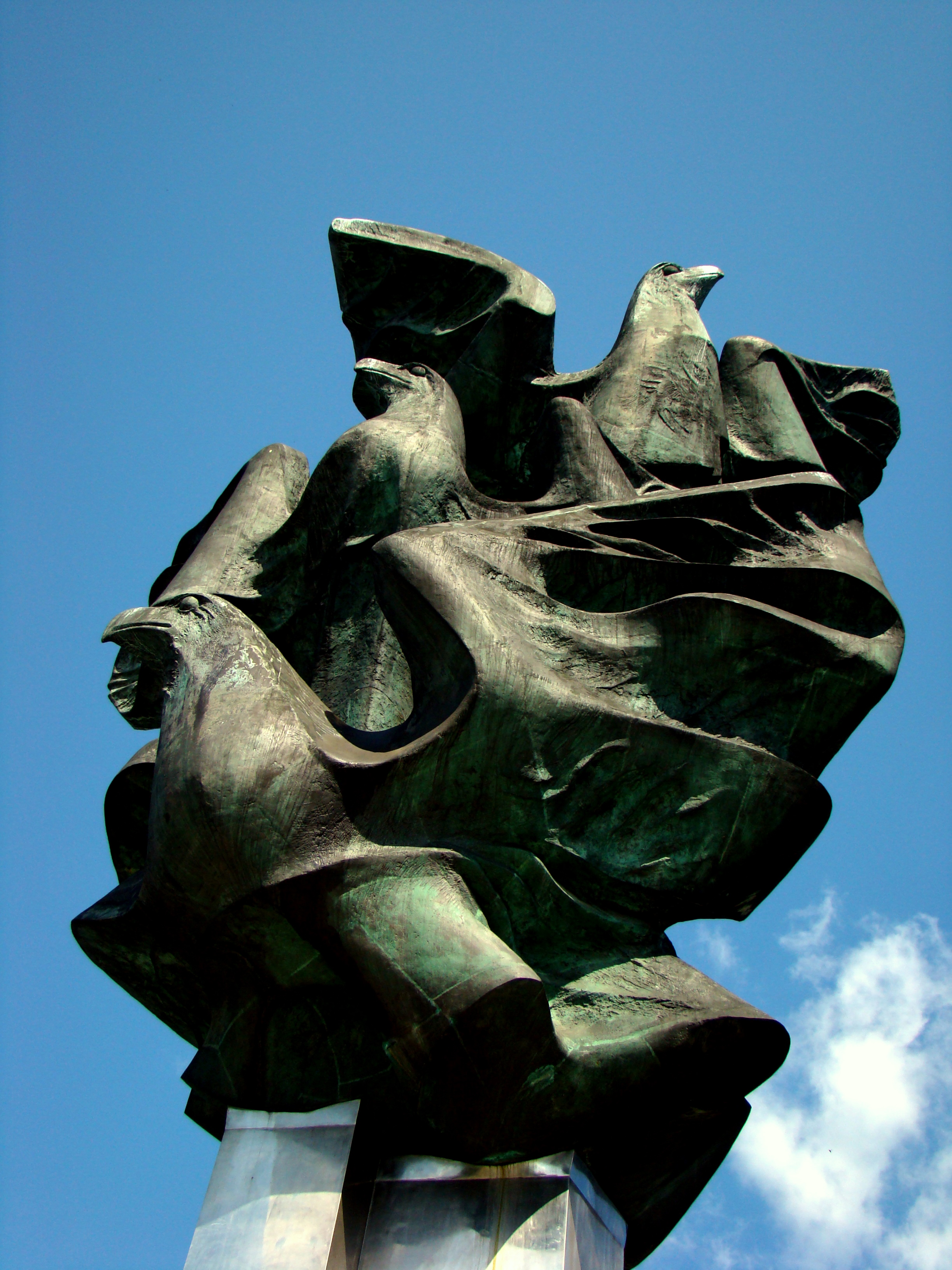
Grupa orłów widziana z dołu
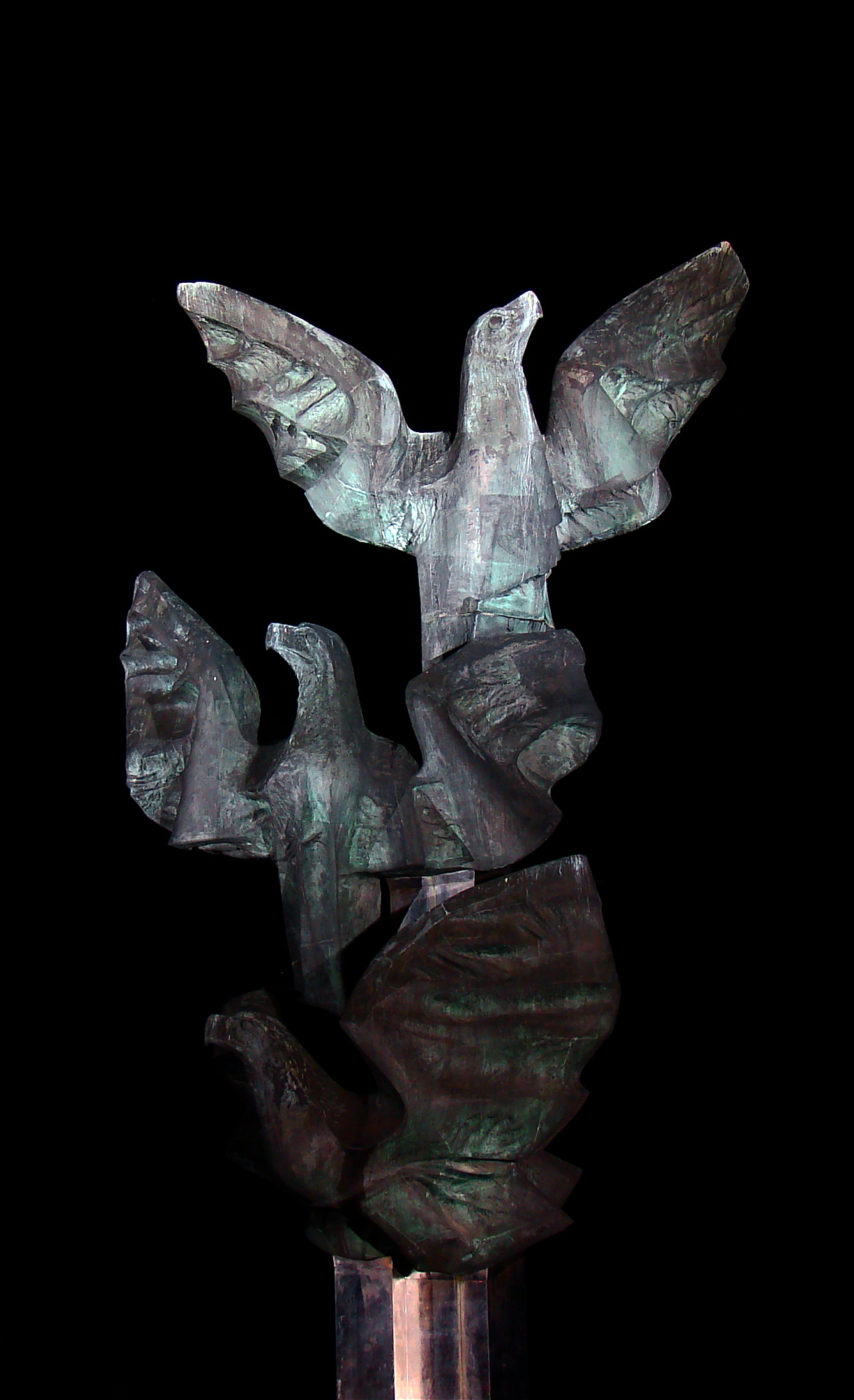
Iluminacja Trzech Orłów
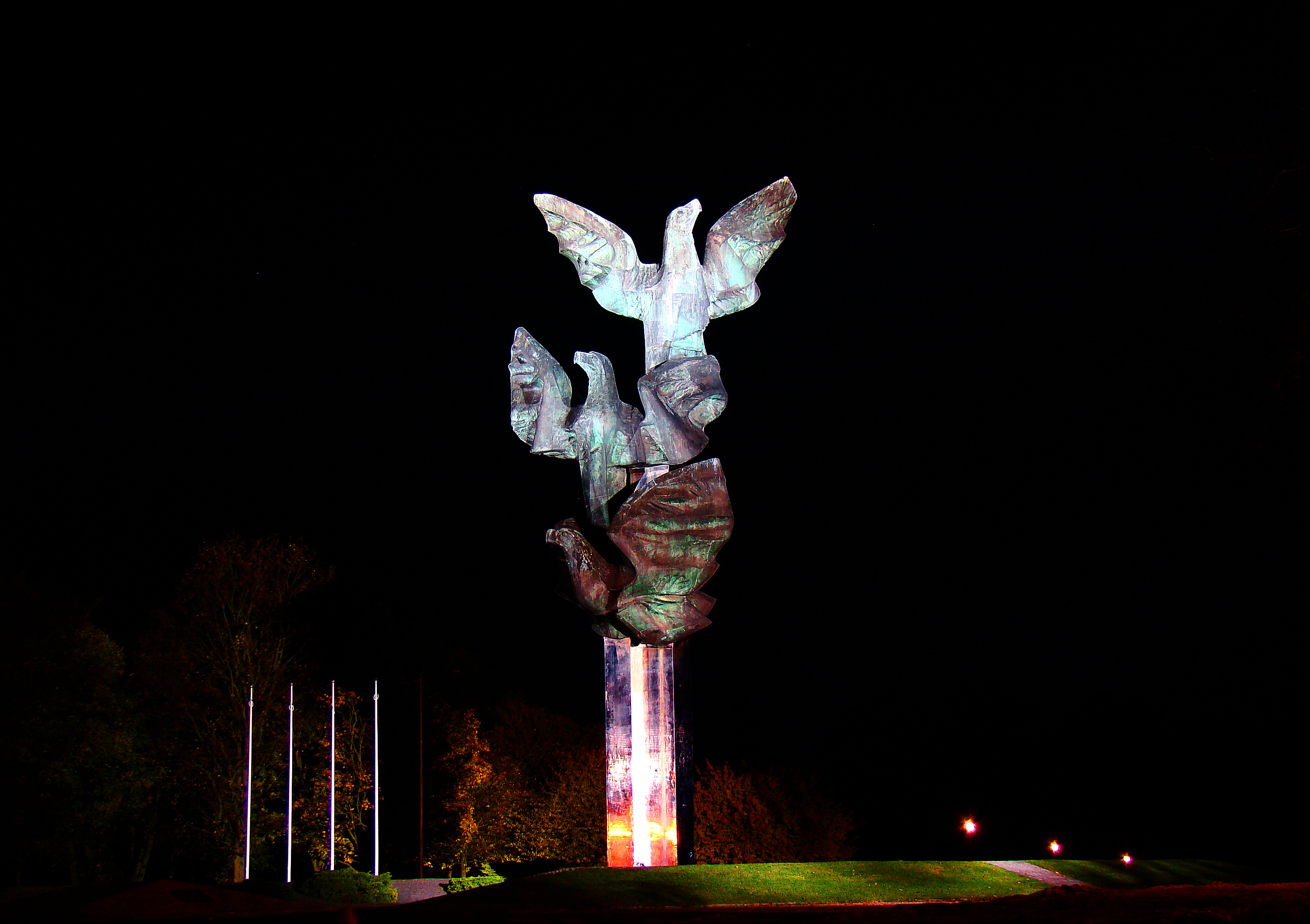
Iluminacja pomnika
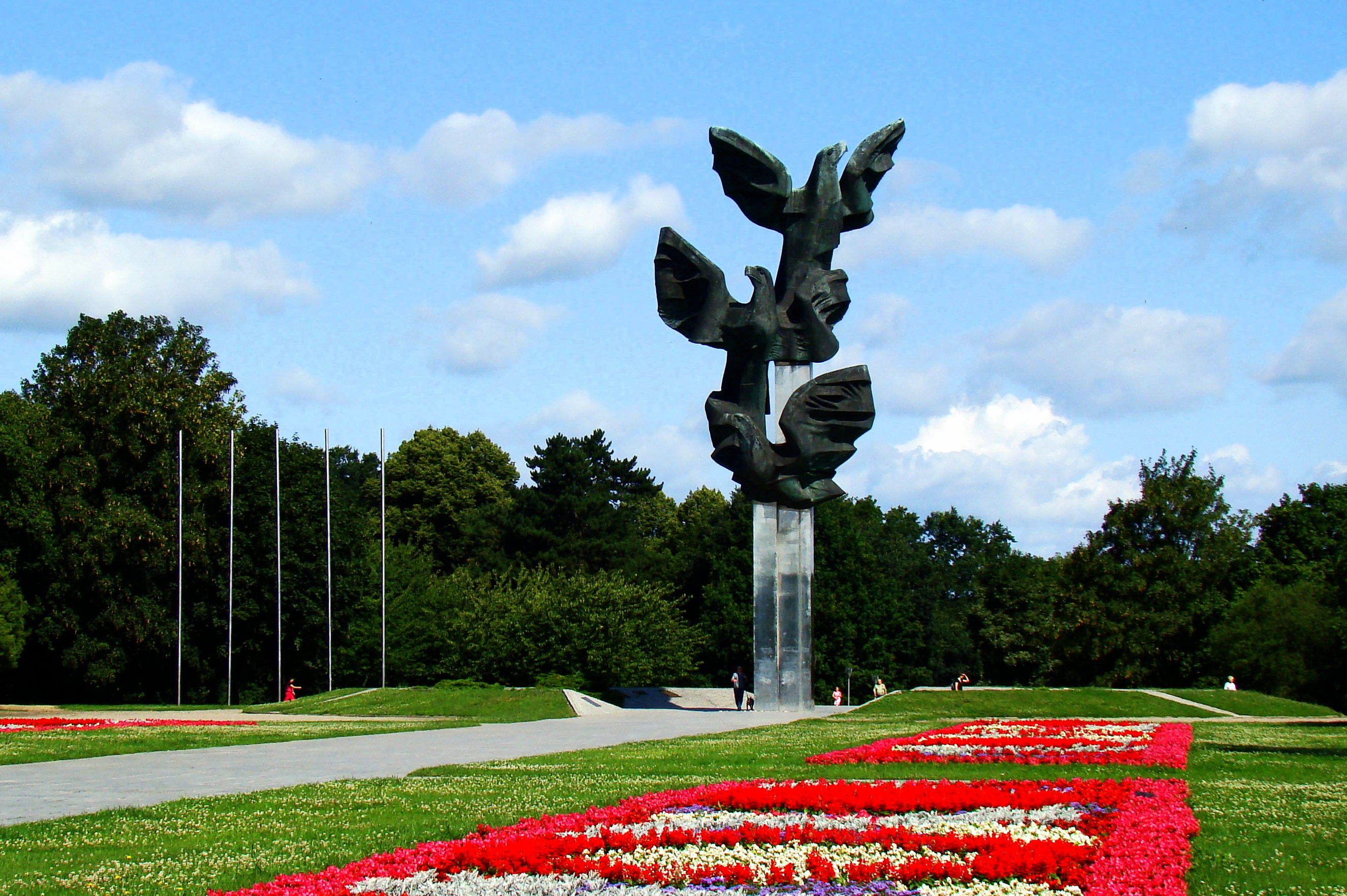
Pomnik Czynu Polaków
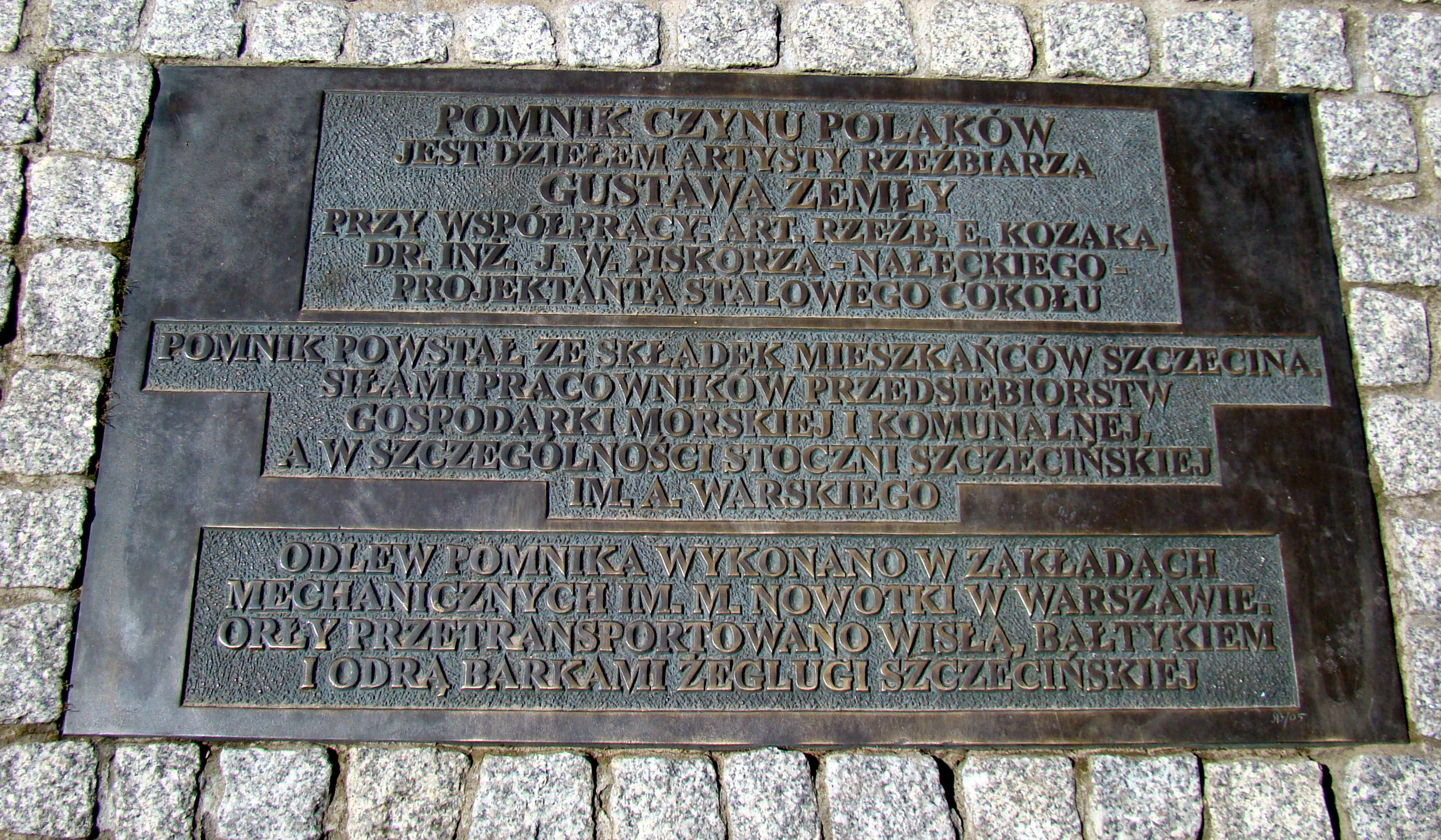
Tablica lewa
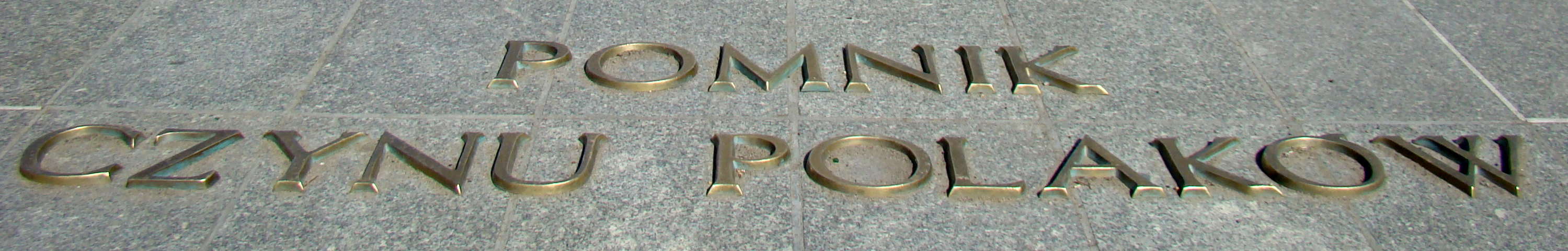
Napis pod pomnikiem
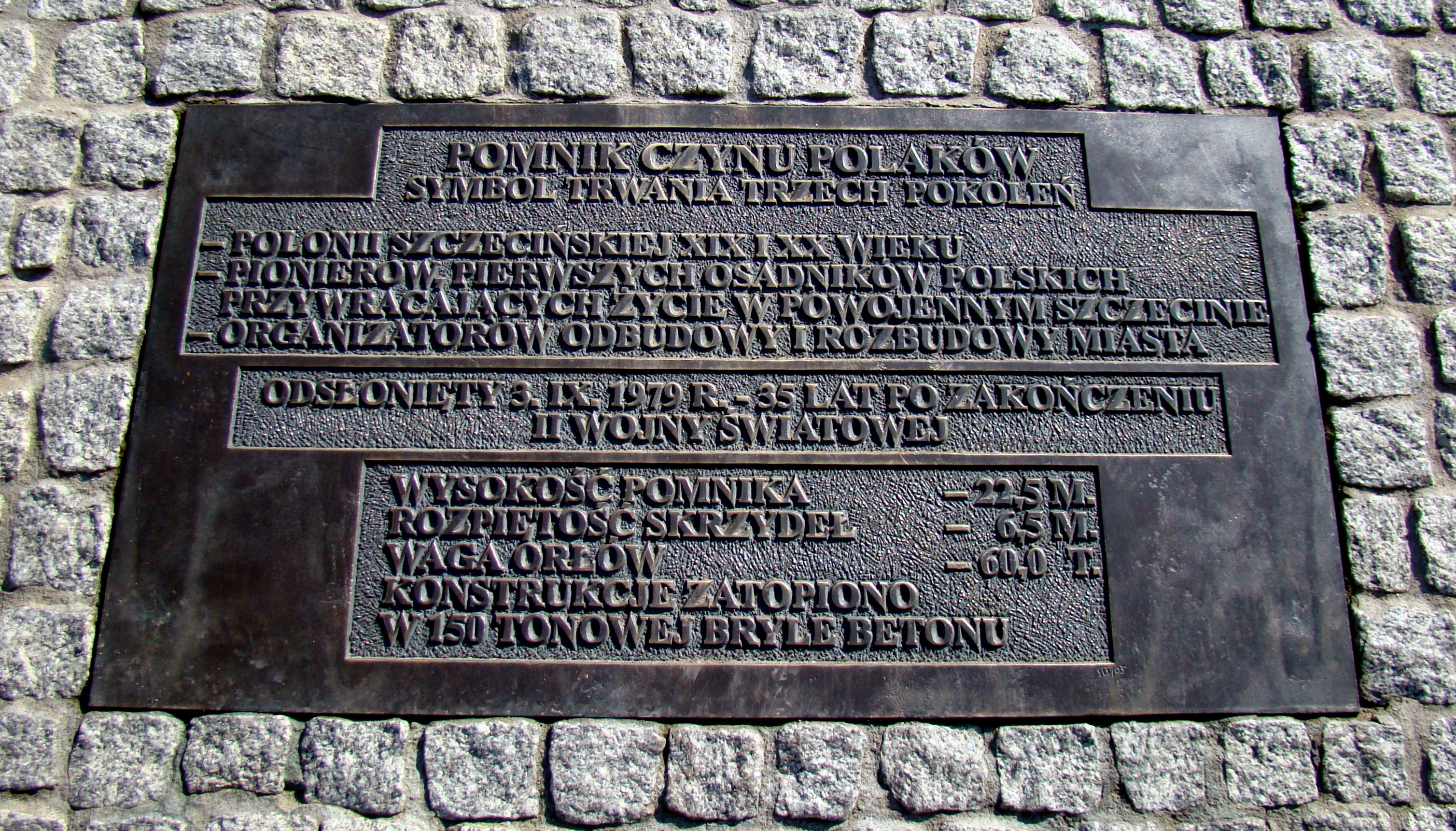
Tablica prawa